# Narciarstwo alpejskie na Zimowej Uniwersjadzie 2013 – kombinacja mężczyzn
Kombinacja mężczyzn w narciarstwie alpejskim na Zimowej Uniwersjadzie 2013 została rozegrana w dniach 13 - 19 grudnia. Medale rozdano na podstawie punktów, zdobytych przez zawodników w slalomie, gigancie, supergigancie i zjeździe, przy czym każdy z zawodników musiał ukończyć przynajmniej trzy z tych konkurencji. Złotym medalistą został reprezentant Monako Olivier Jenot.
Jedyny reprezentant Polski, Adam Chrapek, został sklasyfikowany na 19. miejscu w kombinacji.

## Wyniki
| Miejsce | Zawodnik            | Reprezentacja      | Punkty |
| ------- | ------------------- | ------------------ | ------ |
| 1.      | Olivier Jenot       | Monako             | 328    |
| 2.      | Blaise Giezendanner | Francja            | 323    |
| 3.      | Ondřej Berndt       | Czechy             | 317    |
| 4.      | Matej Falat         | Słowacja           | 313    |
| 5.      | Hideyuki Narita     | Japonia            | 311    |
| 6.      | Nicolas Raffort     | Francja            | 307    |
| 7.      | Jonas Fabre         | Francja            | 293    |
| 8.      | Emanuele Buzzi      | Włochy             | 291    |
| 9.      | Nils Allegre        | Francja            | 288    |
| 10.     | Maarten Meiners     | Holandia           | 285    |
| 11.     | Misel Žerak         | Słowenia           | 278    |
| 12.     | William Delberghe   | Francja            | 274    |
| 13.     | Hig Roberts         | Stany Zjednoczone  | 260    |
| 14.     | Juri Daniloczkin    | Białoruś           | 238    |
| 15.     | Jakob Špik          | Słowenia           | 221    |
| 16.     | Grant Jampolsky     | Stany Zjednoczone  | 220    |
| 17.     | Kazushi Nakamura    | Japonia            | 217    |
| 18.     | Patrick Boner       | Szwajcaria         | 210    |
| 19.     | Adam Chrapek        | Polska             | 207    |
| 20.     | Cameron Smith       | Stany Zjednoczone  | 205    |
| 21.     | Kasper Hietanen     | Finlandia          | 199    |
| 22.     | Masanori Shin       | Japonia            | 195    |
| 23.     | Kitt Flowers        | Stany Zjednoczone  | 191    |
| 24.     | Michael Toneatti    | Szwajcaria         | 189    |
| 25.     | Fletcher McDonald   | Stany Zjednoczone  | 187    |
| 26.     | Nikita Kaliużnow    | Kazachstan         | 173    |
| 27.     | Antonio Ristevski   | Macedonia Północna | 159    |
| 28.     | Wsiewołod Borzenkow | Kazachstan         | 148    |